# Łęgajny
Łęgajny (deutsch Lengainen) ist ein Ort in der polnischen Woiwodschaft Ermland-Masuren. Er gehört zur Gmina Barczewo (Stadt-und-Land-Gemeinde Wartenburg in Ostpreußen) im Powiat Olsztyński (Kreis Allenstein).

## Geographische Lage
Das Dorf Łęgajny liegt südlich des Lengainer Sees (polnisch Jezioro Łęgajny) im Westen der Woiwodschaft Ermland-Masuren, elf Kilometer nordöstlich der Kreis- und Woiwodschaftshauptstadt Olsztyn (deutsch Allenstein).

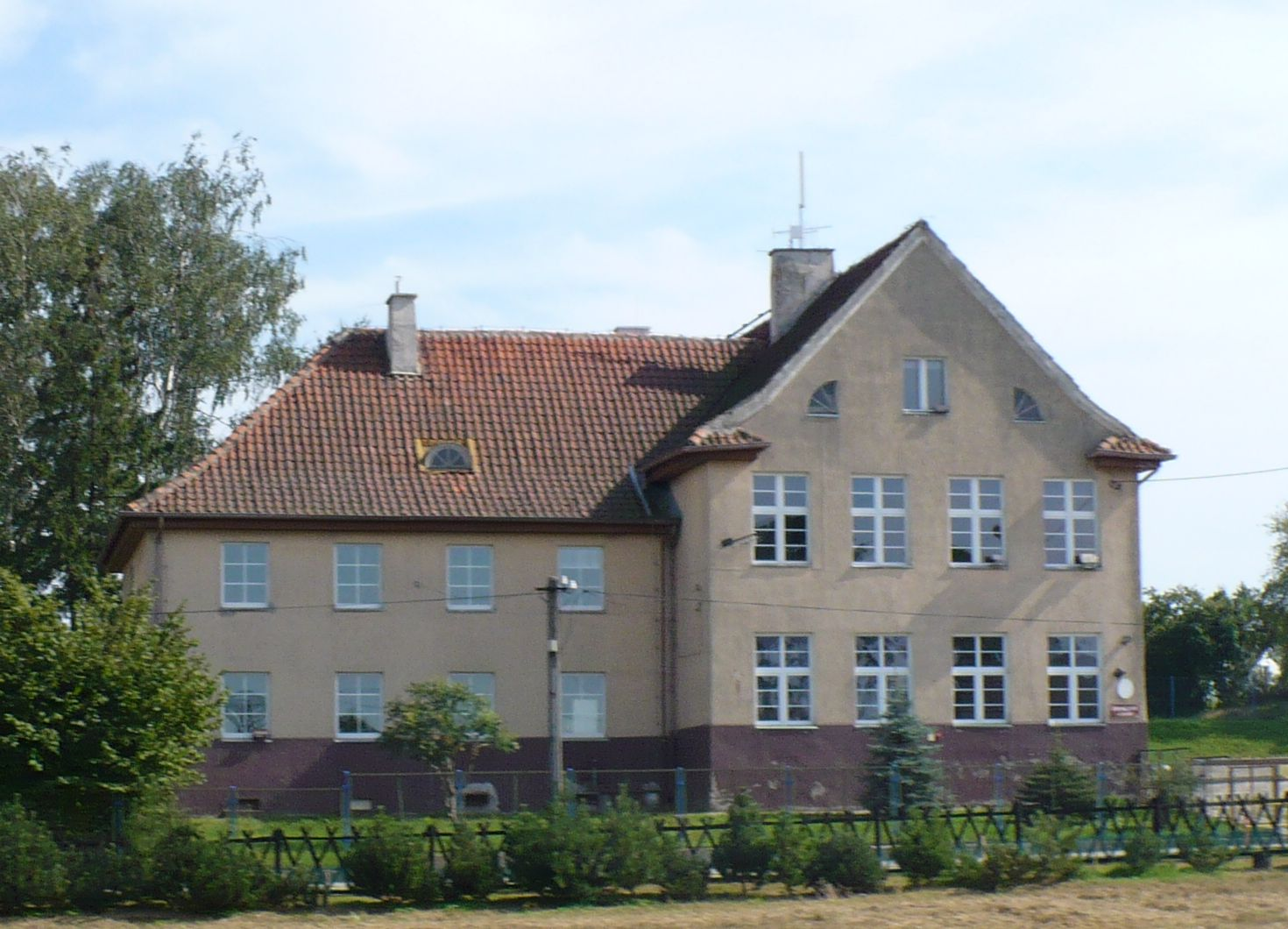
Schulgebäude in Łęgajny

## Geschichte

### Ortsgeschichte
1364 ist das Gründungsjahr des bis noch vor 1820 Lengeinen genannten Dorfs: Am 28. Juni jenes Jahres wurde es durch die Prußen Gedecke und Hannicke nach Kulmer Recht gegründet. Im Jahre 1405 wurde das Gut Lengainen vom Ort Lengainen abgezweigt. Die Gutsgebäude lagen 1,25 Kilometer nordwestlich des Dorfs. Eine Erneuerung der Handfeste wurde am 5. Februar 1533 durch Bischof Mauritius Ferber vollzogen.
Im Jahre 1785 fand das königliche Dorf Lengainen mit 42 Feuerstellen als zum Amt Wartenburg im Kreis Heilsberg gehörend Erwähnung, und im Jahre 1817 das königliche und adlige Dorf mit 46 Feuerstellen bei 208 Einwohnern benannt. Eine Volkszählung am 3. Dezember 1861 ergab für das Dorf 40 Wohngebäude bei 415 Einwohnern, für das Gut vier Wohngebäude bei 59 Einwohnern.
Am 7. Mai 1874 wurde Lengainen Amtsdorf und damit namensgebend für einen Amtsbezirk im Kreis Allenstein innerhalb des Regierungsbezirks Königsberg (ab 1905: Regierungsbezirk Allenstein) in der preußischen Provinz Ostpreußen. Als Landgemeinde und als Gutsbezirk war Lengainen dort eingegliedert.
Eine neuerliche Volkszählung am 1. Dezember 1905 ergab für das Dorf Lengainen 40 Wohngebäude bei 567 Einwohnern, für das Gut vier Wohngebäude bei 94 Einwohnern. Im Jahre 1910 beliefen sich die Zahlen der Einwohner auf 544 (Dorf) bzw. 106 (Gut).
Am 30. September 1928 gab das Gut Lengainen seine Eigenständigkeit auf und schloss sich mit dem Nachbargut Schippern (polnisch Szypry) und dem Dorf Lengainen zur neuen Landgemeinde Lengainen zusammen. Im Jahre 1933 betrug die Zahl der Einwohner dieser so veränderten Gemeinde 804 und im Jahre 1939 noch 728.
Als in Kriegsfolge im Jahre 1945 das gesamte südliche Ostpreußen an Polen fiel, erhielt Lengainen die polnische Namensform „Łęgajny“. Zwischen 1954 und 1972 war das Dorf Sitz der Gromada Łęgajny. Heute ist es eine Ortschaft innerhalb der Stadt-und-Land-Gemeinde Barczewo (Wartenburg i. Ostpr.) im Powiat Olsztyński (Kreis Allenstein), von 1975 bis 1998 der Woiwodschaft Olsztyn, seither der Woiwodschaft Ermland-Masuren zugehörig. Im Jahre 2011 zählte Łęgajny 1.291 Einwohner. Das Dorf bildet ein eigenes Sołectwo (= „Schulzenamt“) in dem Gemeindeverbund Barczewo.

### Amtsbezirk Lengainen (1874–1945)
Der Amtsbezirk Lengainen zählte bei seiner Errichtung im Jahre 1874 sechs Kommunen. Am Ende waren es aufgrund struktureller Veränderungen noch vier:
| Deutscher Namen  | Polnischer Name | Anmerkungen                                             |
| ---------------- | --------------- | ------------------------------------------------------- |
| Bogdainen        | Bogdany         |                                                         |
| Fittigsdorf      | Wójtowo         |                                                         |
| Kaplitainen      | Kaplityny       |                                                         |
| Lengainen (Dorf) | Łęgajny         |                                                         |
| Lengainen (Gut)  |                 | 1928 in die Landgemeinde (Dorf) Lengainen eingegliedert |
| Schippern        | Szypry          | 1928 ebenfalls nach Lengainen eingegliedert             |

Im Januar 1945 bestand der Amtsbezirk Lengainen noch aus den Orten Bogdainen, Fittigsdorf, Kaplitainen und Lengainen.

## Kirche

### Evangelisch
Bis 1945 war Lengainen in die Kirche Wartenburg (polnisch Barczewo) in der Kirchenprovinz Ostpreußen der Kirche der Altpreußischen Union eingegliedert. Heute gehört Łęgajny zur Christus-Erlöser-Kirche in Olsztyn (Allenstein) in der Diözese Masuren der Evangelisch-Augsburgischen Kirche in Polen.

### Römisch-katholisch

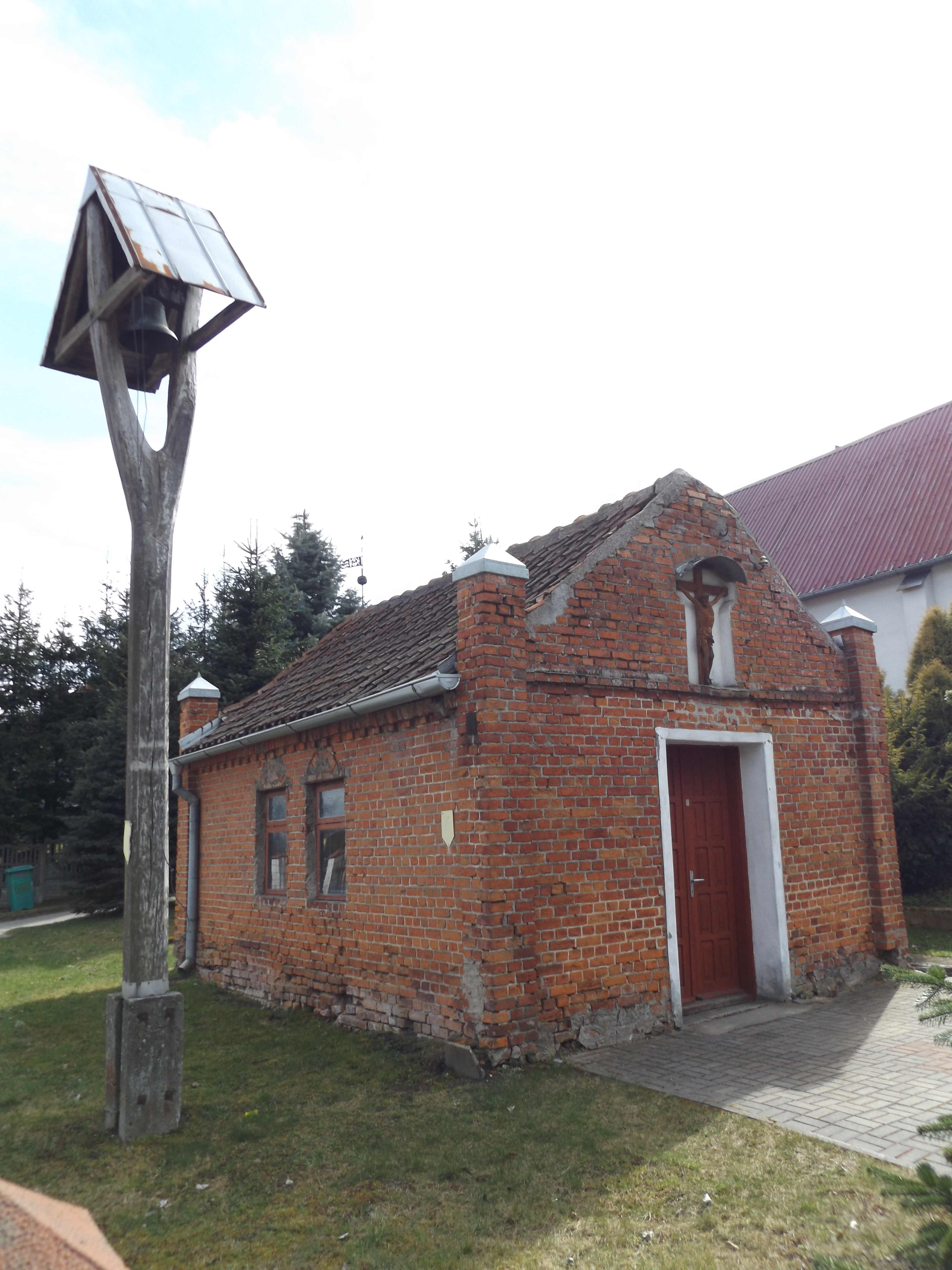
Kapelle neben der römisch-katholischen Pfarrkirche in Łęgajny

Die römisch-katholischen Einwohner Lengainens waren vor 1945 in das Kirchspiel der St.-Anna-Kirche in Wartenburg eingegliedert. Seit dem 1. Juli 1989 besteht in Łęgajny eine eigene Pfarrei, deren Pfarrkirche dem Hl. Maximilian Maria Kolbe gewidmet ist. Sie gehört zum Dekanat Barczewo im Erzbistum Ermland.

## Verkehr

### Straße
Łęgajny liegt an der verkehrsreichen polnischen Landesstraße 16 (einstige deutsche Reichsstraße 127), die von der Woiwodschaft Pommern kommend die Woiwodschaft Ermland-Masuren in West-Ost-Richtung durchzieht und bis zur polnisch-litauischen Staatsgrenze führt. Die Straße ist derzeit im Umbau zur Schnellstraße S 16 begriffen. Eine untergeordnete Nebenstraße verläuft von Dobre Miasto (Guttstadt) durch den nördlichen Powiat Olsztyński bis nach Łęgajny, das außerdem mit dem Nachbarort Bark (Bark(h)eim) verbunden ist.

### Schiene
Łęgajny ist eine Bahnstation an der heutigen PKP-Linie 353: Posen–Toruń (Thorn)–Olsztyn (Allenstein)–Skandawa (Skandau), die einst bis nach Tschernjachowsk (Insterburg) in der heute russischen Oblast Kaliningrad (Königsberger Gebiet) führte. Der Bahnhof liegt 1,3 Kilometer westlich des Dorfes.

## Persönlichkeiten des Dorfes
- Hermann Kickton (* 30. März 1847 in Lengainen), deutscher Bauingenieur und kommunaler Baubeamter († 1915)
- Alfred Goeldel-Bronikowen (* 12. März 1882 in Lengainen), deutscher Sportschütze († unbekannten Datums)
- Horst Goeldel-Bronikowen (* 7. Juni 1883 in Lengainen), deutscher Sportschütze († unbekannten Datums)